# Goniobranchus gleniei
Goniobranchus gleniei es una especie de babosa de mar colorida, un gasterópodo marino de la familia Chromodorididae.

## Distribución
Esta especie fue descrita en el puerto interior, Trincomalee y Cottiar, frente a Fort Fredrick, Sri Lanka. También se ha encontrado en las Maldivas y Tanzania.

## Descripción
Goniobranchus gleniei posee una línea continua y sinuosa color negro o morado oscuro que delimita el manto, siendo la parte exterior del mismo blanca, y la interior dorada-marrón con manchas negras irregulares.